# Mooseheads d'Halifax
Les Mooseheads d'Halifax sont une franchise de hockey sur glace du Canada évoluant dans la Ligue de hockey junior Maritimes Québec.

## Histoire
Le 26 mai 2013, l'équipe remporte sa première coupe Memorial face aux Winterhawks de Portland. Nathan MacKinnon marque le dernier but dans un filet désert et procure une victoire de 6-4 à son équipe.

## Joueurs
Numéros retirés
- 18 - Alex Tanguay
- 22 - Nathan MacKinnon
- 25 - Jody Shelley
- 47 - Jean-Sébastien Giguère

## Statistiques
| Saison    | PJ | V  | D  | N  | DP | DTB | % V  | BP  | BC  | Pts | Classement                    | Séries éliminatoires                     |
| --------- | -- | -- | -- | -- | -- | --- | ---- | --- | --- | --- | ----------------------------- | ---------------------------------------- |
| 1994-1995 | 72 | 24 | 42 | 6  | -  | -   | 37,5 | 257 | 317 | 54  | 6e de la division Frank-Dilio | Éliminés au 1er tour                     |
| 1995-1996 | 70 | 32 | 36 | 2  | -  | -   | 47,1 | 258 | 262 | 66  | 4e de la division Frank-Dilio | Éliminés au 1er tour                     |
| 1996-1997 | 70 | 37 | 29 | 4  | -  | -   | 55,7 | 267 | 255 | 78  | 3e de la division Frank-Dilio | Éliminés au 3e tour                      |
| 1997-1998 | 70 | 24 | 41 | 5  | -  | -   | 37,9 | 263 | 316 | 53  | 5e de la division Frank-Dilio | Éliminés au 1er tour                     |
| 1998-1999 | 70 | 46 | 20 | 4  | -  | -   | 68,6 | 298 | 206 | 96  | 2e de la division Frank-Dilio | Éliminés au 2e tour                      |
| 1999-2000 | 72 | 41 | 20 | 6  | 5  | -   | 64,6 | 316 | 259 | 93  | 2e de la division Maritimes   | Éliminés au 2e tour                      |
| 2000-2001 | 72 | 32 | 24 | 10 | 6  | -   | 55,6 | 235 | 253 | 80  | 1er de la division Maritimes  | Éliminés au 1er tour                     |
| 2001-2002 | 72 | 39 | 21 | 9  | 3  | -   | 62,5 | 267 | 197 | 90  | 2e de la division Maritimes   | Éliminés au 2e tour                      |
| 2002-2003 | 72 | 44 | 15 | 10 | 3  | -   | 70,1 | 289 | 206 | 101 | 1er de la division Maritimes  | Finalistes                               |
| 2003-2004 | 70 | 17 | 43 | 7  | 3  | -   | 31,4 | 194 | 274 | 44  | 4e de la division Atlantique  | Non qualifiés                            |
| 2004-2005 | 70 | 42 | 16 | 10 | 2  | -   | 68,6 | 242 | 172 | 96  | 1er de la division Atlantique | Finalistes                               |
| 2005-2006 | 70 | 35 | 33 | -  | 1  | 1   | 51,4 | 246 | 258 | 72  | 5e de la division Est         | Éliminés au 2e tour                      |
| 2006-2007 | 70 | 32 | 31 | -  | 3  | 4   | 50,7 | 269 | 287 | 71  | 6e de la division Est         | Éliminés au 2e tour                      |
| 2007-2008 | 70 | 42 | 23 | -  | 0  | 5   | 63,6 | 278 | 241 | 89  | 1er de la division Est        | Éliminés au 3e tour                      |
| 2008-2009 | 68 | 19 | 41 | -  | 3  | 5   | 33,8 | 193 | 290 | 46  | 6e de la division Atlantique  | Non qualifiés                            |
| 2009-2010 | 68 | 13 | 48 | -  | 3  | 4   | 24,3 | 171 | 288 | 33  | 6e de la division Maritimes   | Non qualifiés                            |
| 2010-2011 | 68 | 20 | 43 | -  | 2  | 3   | 33,1 | 186 | 262 | 45  | 5e de la division Maritimes   | Éliminés au 1er tour                     |
| 2011-2012 | 68 | 39 | 22 | -  | 2  | 5   | 62,5 | 250 | 238 | 85  | 2e de la division Maritimes   | Éliminés au 3e tour                      |
| 2012-2013 | 68 | 56 | 6  | -  | 3  | 1   | 88,2 | 347 | 176 | 120 | 1er de la division Maritimes  | Champions                                |
| 2013-2014 | 68 | 47 | 18 | -  | 0  | 3   | 71,3 | 292 | 182 | 97  | 1er de la division Maritimes  | Éliminés au 3e tour                      |
| 2014-2015 | 68 | 32 | 30 | -  | 4  | 2   | 51,5 | 227 | 242 | 70  | 4e de la division Maritimes   | Éliminés au 2e tour                      |
| 2015-2016 | 68 | 21 | 39 | -  | 7  | 1   | 36,8 | 193 | 277 | 50  | 6e de la division Maritimes   | Non qualifiés                            |
| 2016-2017 | 68 | 27 | 35 | -  | 3  | 3   | 44,1 | 229 | 259 | 60  | 5e de la division Maritimes   | Éliminés au 1er tour                     |
| 2017-2018 | 68 | 43 | 18 | -  | 6  | 1   | 68,4 | 270 | 223 | 93  | 2e de la division Maritimes   | Éliminés au 2e tour                      |
| 2018-2019 | 68 | 49 | 15 | -  | 2  | 2   | 75,0 | 300 | 164 | 102 | 1er de la division Maritimes  | Finalistes                               |
| 2019-2020 | 64 | 20 | 38 | -  | 3  | 2   | 35,7 | 170 | 263 | 45  | 5e dans la division Maritimes | Séries annulées (Covid-19)               |
| 2020-2021 | 43 | 15 | 19 | -  | 5  | 4   | 45,3 | 152 | 183 | 39  | 3e de la division Maritimes   | Décident de ne pas participer aux séries |
| 2021-2022 | 68 | 38 | 28 | -  | 1  | 1   | 57,4 | 272 | 272 | 78  | 4e de la division Maritimes   | Éliminés au 1er tour                     |
| 2022-2023 | 68 | 50 | 11 | -  | 4  | 3   | 78,7 | 335 | 196 | 107 | 1er de la division Maritimes  | Finalistes                               |
| 2023-2024 | 68 | 42 | 18 | -  | 7  | 1   | 67,6 | 227 | 184 | 92  | 1er de la division Maritimes  | Éliminés au 1er tour                     |